# Революційний прапор ОУН
Революці́йний пра́пор ОУН (Прапор ОУНР) — прапор Організації українських націоналістів (революційної).
У часи незалежної України червоно-чорні прапори використовує низка націоналістичних організацій і партій, серед яких УНА-УНСО, Правий сектор, Конгрес українських націоналістів тощо.

## Історія

Прапор ОУН

Організацію українських націоналістів революційну утворили 1940 року внаслідок розколу ОУН. Революційне крило ОУН, яке називали також ОУН(б), бо його очолював Степан Бандера, прагнуло виробити власну символіку, щоб відрізнятися від ОУН(м) Андрія Мельника, яка використовувала оунівський блакитний прапор і герб із золотим тризубом із мечем.
ОУН(р) затвердила свою офіційну червоно-чорну емблему, а на ІІ-му Великому Зборі ОУНР у квітні 1941-го постановила відмовитися від тризуба з мечем і вживати тільки «загальнонаціональний Тризуб Володимира Великого у формі, введеній Центральною Радою» і «свойого окремого організаційного прапору чорної і червоної краски. Уклад і обов'язуючі пропорції будуть ухвалені окремою комісією». Однак через початок німецько-радянської війни ця комісія так і не зібралася.

## Тлумачення символіки
Прапор складається з двох кольорів: червоного та чорного. Чорний колір символізує землю, а червоний — кров, пролиту за нашу свободу..

## Використання
- На картині Іллі Рєпіна «Запорожці пишуть листа турецькому султану» над головами козаків зображені древка списів, розмальовані спіралеподіно у синьо-жовтих та червоно-чорних кольорах. Консультантом художника під час написання цієї картини був знаний історик українського козацтва Дмитро Яворницький. Саме з експонатів його колекції Рєпін змалював велику частину амуніції, зброї, іншої козацької атрибутики, в тому числі і древка.[4][5]
- Українські січові стрільці 1914-1917 років вишивали цю кольорову схему на своїх мундирах та прапорах.[6]
- Банер також був використаний на обкладинці книги Миколи Угрина-Безгрішного «Лицарі Залізної фортеці» у 1934 році.[6]
- Прапор активно використовували Українські повстанці під час їхньої боротьби в середині XX століття. У сцені присяги вояків УПА з фільму «Нескорений» можна бачити Революційний прапор ОУН поруч із Синьо-жовтим стягом.
- Прапор використовують низка політичних організації, серед яких ОУНР та КУН. Кольорова гама Революційного прапора чітко відстежується у прапорі УНСО.
- Червона та чорна вертикальні смуги, які уособлюють традиції боротьби за незалежність, присутні на Прапорі Івано-Франківської області. Автором проєкту цього прапора є Андрій Гречило, голова Українського геральдичного товариства.
- У багатьох  областях України прапор вивішується у пам'ятні дні на адміністравних будівлях, поряд з державним синьо-жовтим прапором.
- 30 березня 2018 року у Верховній Раді України зареєстрований законопроєкт «Про Прапор Національної гідності», яким передбачено встановлення прапора на будівлях органів державної влади, школах, інститутах, підприємствах дев'ять разів на рік під час святкування деяких пам'ятних дат, із метою шанування героїв, які зробили вагомий внесок у боротьбі за Незалежність України. Цим законопроєктом також передбачено технічне обґрунтування та правила його встановлення.

## Використання на сході України

### Дніпро
Під час Революції гідності 2013—2014 років біля будівлі Дніпропетровської обласної ради було вперше піднято червоно-чорний прапор, в ті часи він був менш поширений, ніж державний прапор України (синьо-жовтий), але він використовувався опозиціонерами режиму Януковича. Червоно-чорний прапор у 2013—2014 роках набув нового семантичного значення та став асоціюватись із Революцією гідності.
В лютому 2014 року підняття червоно-чорного прапора біля будівлі Дніпропетровської обласної ради отримало символічне значення як символ перемоги Революції гідності. З того часу червоно-чорний прапор зайняв своє історичне місце та активно використовувався в багатьох соціально-політичних акціях.
14 серпня 2018 року за ініціативи місцевих активістів революційний прапор ОУН було встановлено над макетом ракетоносія Циклон-3, поряд із громадсько-виставковим центром «Mediaprostir», неподалік від будівель Дніпропетровської облдержадміністрації та Дніпропетровської обласної ради. 23 квітня 2020 року народний депутат України 8-го скликання Андрій Денисенко повідомив, що червоно-чорний прапор зірвали та залишили біля макету ракетоносія. 24 квітня 2020 року на офіційній сторінці у мережі Facebook Дніпропетровської обласної ради з'явилось повідомлення, що прапор, який було встановлено на експонаті Музею ракет у 2014 році під час Революції Гідності, було передано до Музею місцевого самоврядування. Ця заява викликала обурення містян, тому 1 травня було заплановано знов встановити зірваний прапор, але цьому перешкодила поліція.
24 травня 2020 року біля будівлі Дніпропетровської обласної державної адміністрації, під час акції «Стоп реванш» працівники підрядної організації огородили місце біля ОДА та розпочали підготовчі роботи з встановлення 12-метрового флагштоку для червоно-чорного прапора. Голова Дніпропетровської обласної ради Святослав Олійник назвав ці дії провокацією. 28 травня 2020 року на акції, ініційованій штабом «Руху опору капітуляції», четверо ветеранів війни на Донбасі урочисто підняли прапор, як символ боротьби українського народу за незалежність. Флагшток із прапором був встановлений на підставі Договору № 116/20М від 15.05.2020 р. між КП «Управління контролю за благоустроєм міста» Дніпровської міської ради та Громадською організацією "Центр соціальних технологій «Інфопростір».

## Галерея

Емблема ОУНР
Прапор УНА-УНСО
Прапор Івано-Франківської області
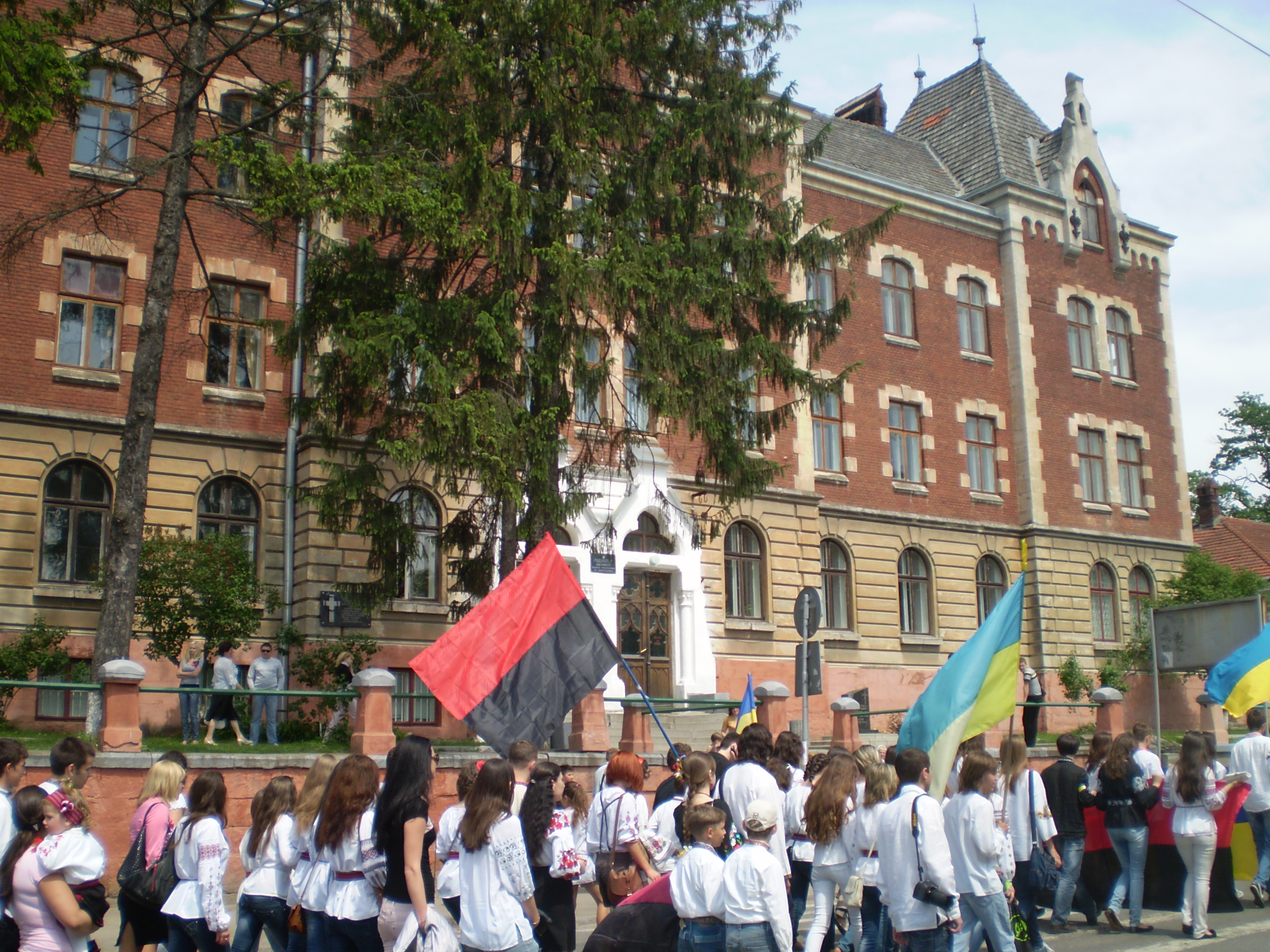
Вишиванка-фест 20 травня 2012 року у Дрогобичі. Вишиванкова хода повз приміщення Дрогобицького педуніверситету
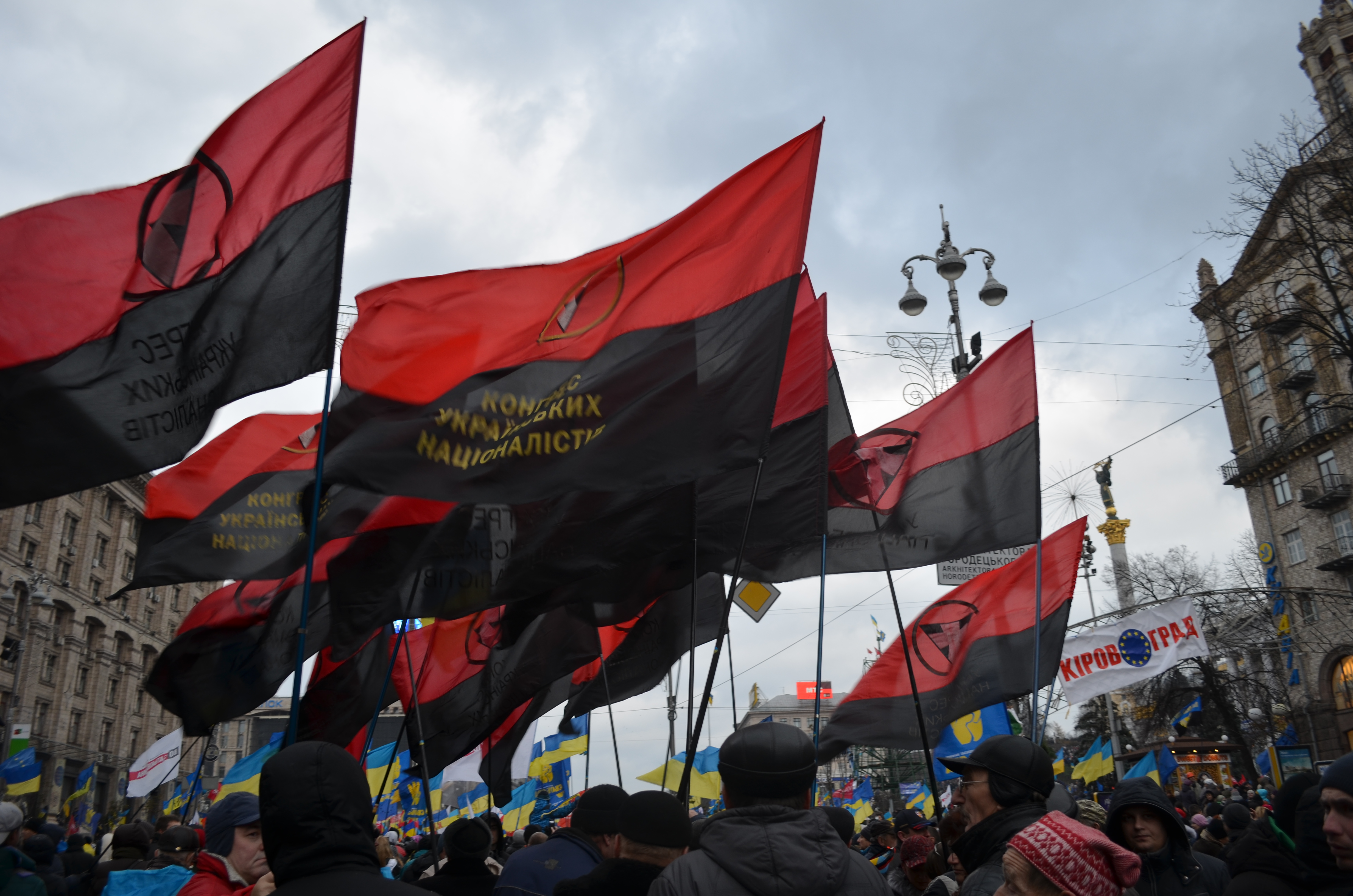
Червоно-чорні прапори на Євромайдані 1 грудня 2013 року
Прапор «Правого сектора»
Прапор ДУК «Правий сектор»